# Eixo Goiânia-Anápolis-Brasília
O Eixo Goiânia-Anápolis-Brasília ou Eixo Brasília-Anápolis-Goiânia ou Região Urbana Goiânia-Brasília, é o termo utilizado para se referir a região estruturada no entorno da BR-060 que conecta as metrópoles Goiânia e Brasília e suas regiões de abrangência (Região Metropolitana de Goiânia e  Região Integrada de Desenvolvimento do Distrito Federal e Entorno), além da cidade de médio porte, Anápolis (por seu caráter industrial e logístico) no Centro-Oeste do Brasil. 

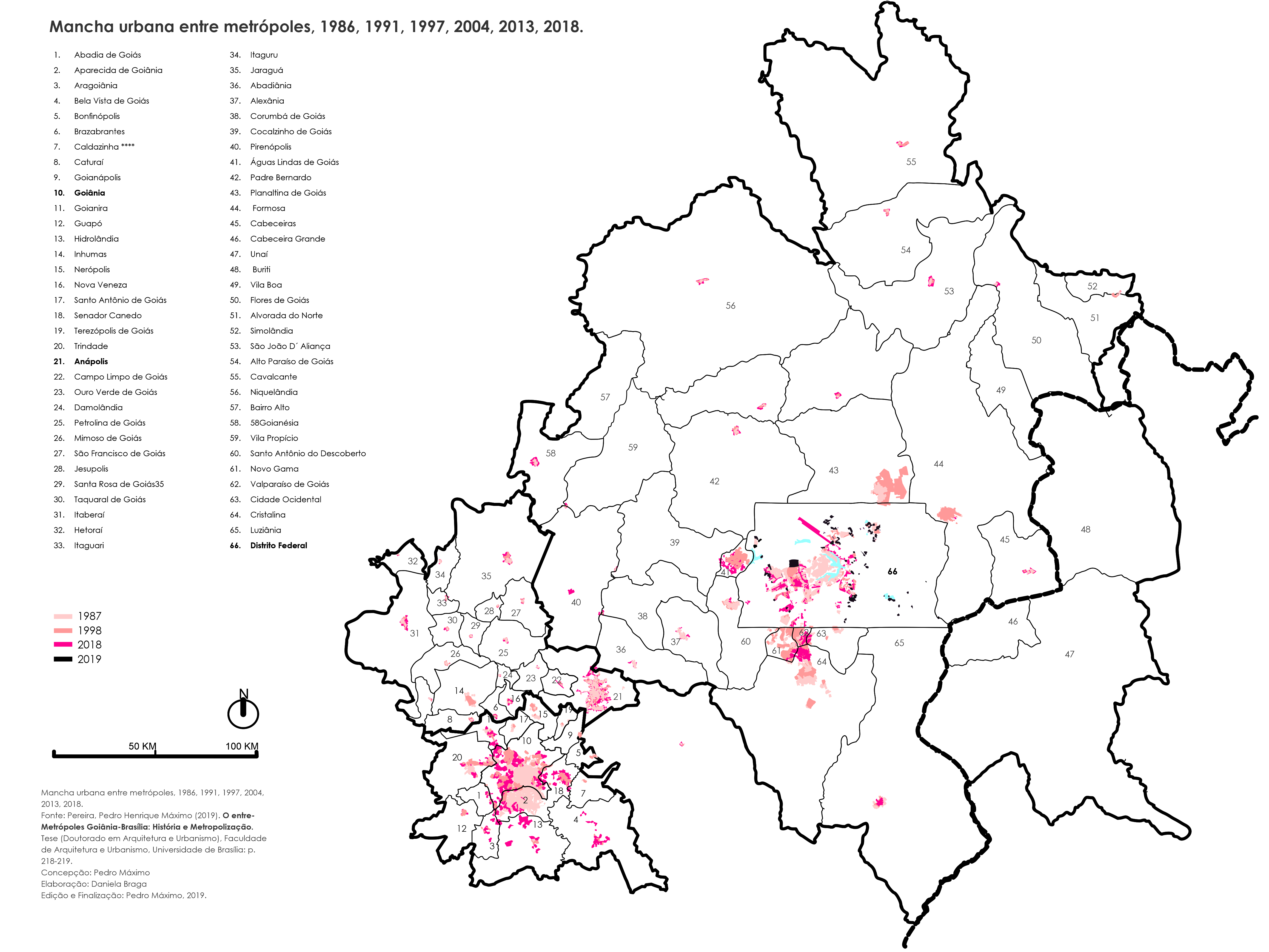
Evolução da mancha urbana do eixo Goiânia-Anápolis-Brasília ou Região Urbana Goiânia-Brasília ou entre-Metrópoles Goiânia-Brasília nos anos 1986, 1991, 1997, 2004, 2013, 2018.

Portanto, sua composição regional é complexa:  "aproximadamente 7,5 milhões de habitantes, duas metrópoles e suas regiões de abrangência; três Unidades da Federação (Goiás, Distrito Federal e Minas Gerais); uma cidade de médio porte e uma constelação de pequenas cidades que orbitam o entroncamento aéreo rodoferroviário de 200 km que as conectam. Este é o 3º maior aglomerado urbano-regional do Brasil e a região deste país que apresenta os maiores índices de crescimento populacional desde a década de 1980".
A região urbana que a constitui abrange, assim, o Distrito Federal e os municípios de Águas Lindas de Goiás, Alexânia, Cidade Ocidental, Cocalzinho de Goiás, Cristalina, Formosa, Luziânia, Novo Gama, Padre Bernardo, Planaltina de Goiás, Santo Antônio Descoberto, Valparaíso, Abadiânia, Campo Limpo de Goiás, Ouro Verde,  Goiânia, Abadia de Goiás, Aparecida de Goiânia, Aragoiânia, Bela Vista de Goiás, Bonfinópolis, Brazabrantes, Caldazinha, Caturaí, Goianápolis, Goianira, Guapó, Hidrolândia, Inhumas, Nerópolis, Nova Veneza, Santo Antônio de Goiás, Senador Canedo, Teresópolis e Trindade.

Apesar de não configurar de uma região formalizada por meio de legislação ou instrumento institucional, trata-se de umas das áreas com maior potencial de crescimento do Brasil, destacando-se por sua localização privilegiada e "sua condição de “portão de entrada” para a mais dinâmica região do país, estando no entroncamento de dois dos principais eixos de conexão do país: ao sul, com os principais mercados consumidores e grandes portos exportadores (Santos, Paranaguá, Sepetiba e Tubarão); e ao norte, com os portos de Itaqui (São Luís) e Vila do Conde (Belém)".

## Dinâmica urbano-regional
Dentre as cidades existentes na região pode-se destacar além das duas principais cidades citadas: Anápolis, Senador Canedo, Aparecida de Goiânia, Trindade, Abadiânia, Alexânia, Luziânia, Valparaíso de Goiás, Cidade Ocidental, Novo Gama, Águas Lindas de Goiás, Santo Antônio do Descoberto, Planaltina de Goiás, Formosa.
É o terceiro maior conglomerado urbano, conta com uma população superior a 7.410.000 de habitantes (Grande Goiânia e RIDE) superando a Região Metropolitana de Belo Horizonte, em Minas Gerais. Há projeções que indicam que essa região dentro de algumas décadas estará totalmente conurbada, formando a megalópole do Brasil Central. O estado de Goiás detém 3.600.000, em Anápolis (350.000 hab.), a Grande Goiânia com 2.150.000 habitantes e a região do entorno do Distrito Federal que conta com 1.100.000 hab. Brasília entra com seus 2.710.000 habitantes. Brasília é a capital brasileira com o maior IDH, enquanto Goiânia tem o título de cidade-jardim por ser a capital mais arborizada do Brasil, e a segunda do mundo.
De acordo com o IBGE, em seu estudo Arranjos Populacionais e Concentrações Urbanas do Brasil, o Eixo Goiânia-Anápolis-Brasília é um dos casos de ligações mais intensas,que provavelmente promoverão mudanças nas configurações de seus arranjos populacionais. A ligação entre os municípios foi medida por meio do deslocamento para trabalho e estudo investigado no questionário do Censo Demográfico 2010. Ainda de acordo com o estudo a ligação entre o Arranjo Populacional de "Goiânia/GO" e o Arranjo Populacional de "Brasília/DF" possui 9.063 pessoas se deslocando para trabalhar e estudar. Entre o município de Anápolis e o Arranjo Populacional de "Goiânia/GO", existem 6.701 pessoas se deslocando para trabalho e estudo e, entre ele e o Arranjo Populacional de "Brasília/DF", 2.105 pessoas. O IBGE destaca que tal fato poderá ser decisivo na formação de uma nova unidade urbana que unirá os Arranjos de "Brasília/DF" e "Goiânia/GO", sendo um dos três cenários a serem acompanhados.
No estudo Regiões de Influência das Cidades - REGIC 2018 do IBGE, "Brasília/DF" e "Goiânia/GO" mativeram o status de metrópoles nacionais enquanto Anápolis subiu de hierarquia passando de Centro Sub-Regionalm na REGIC 2007 para Capital Regional na REGIC 2018.

## Região GOIABRA

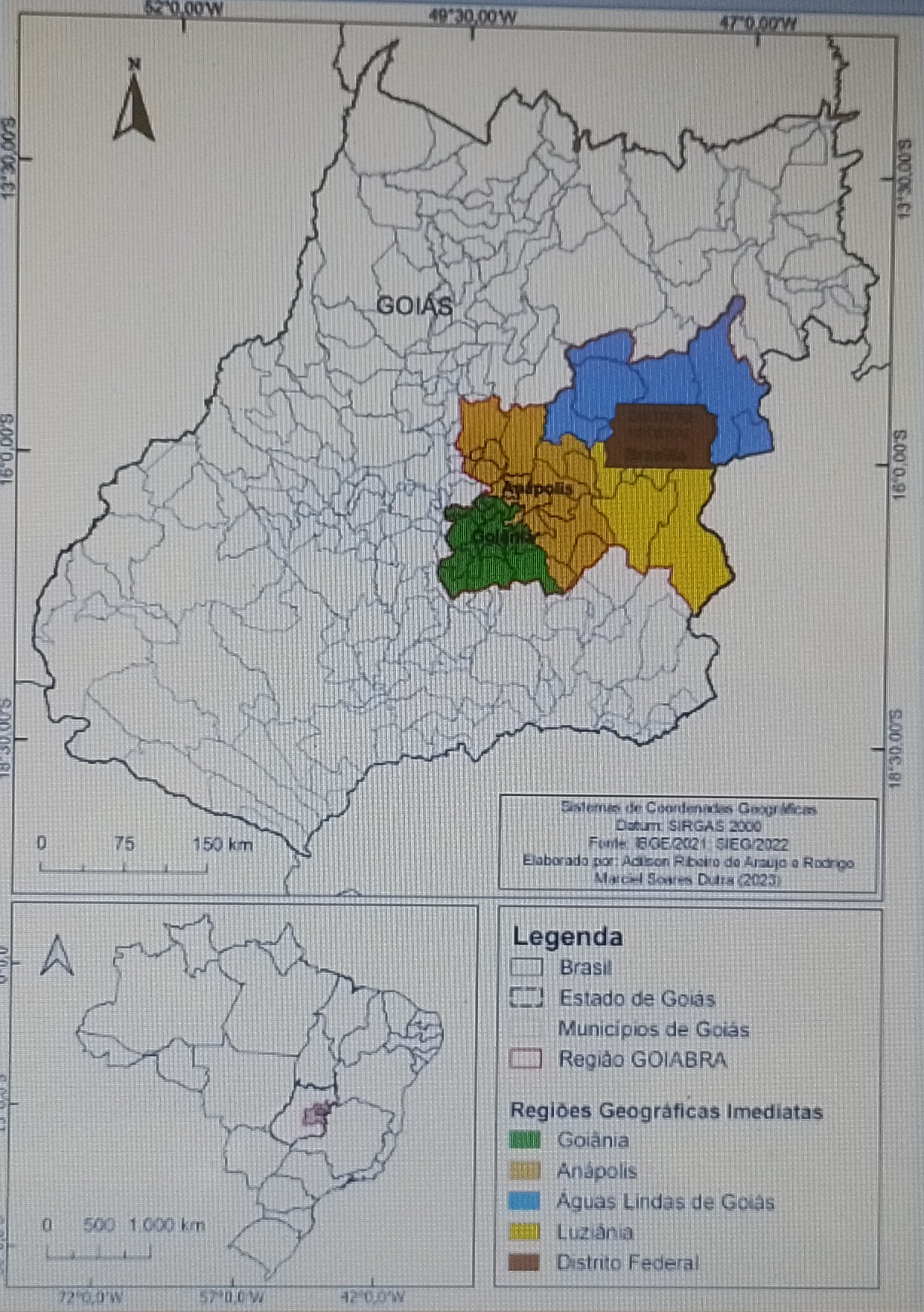
Mapa de localização de GOIABRA

Um importante arranjo urbano-regional foi formado tendo como componentes o Planalto Central brasileiro, cujos núcleos se constituem da capital federal, Brasília, e das duas principais cidades do Estado de Goiás: Goiânia e Anápolis. Nos extremos desse arranjo, as duas cidades de maior relevância do Centro-Oeste. Essa região passou a ser conhecida como Arranjo Urbano-Regional Brasília-Anápolis-Goiânia, ou ainda, Eixo Goiânia-Anápolis-Brasília, entre outras designações, que alteram as posições das cidades. Diante dessa diversidade de terminologia, às vezes, adotada por um mesmo autor para designar essa região, em 2023, geógrafos propuseram um nome para designar a região. A referência linguística recaiu no acrônimo, empregado para designar as regiões compreendidas pelas megalópoles estadunidenses: BosWash, ChiPitts e San-San. E aplicado anteriormente à região do Cariri cearense, quando esta era conhecida por Crajubar, designação constituída pelas iniciais dos nomes das cidade de Crato, Juazeiro do Norte e Barbalha. Assim, sugere-se o termo GoiABra para designar esse arranjo urbano nucleado por Goiânia, Anápolis e Brasília, que utiliza as iniciais dos nomes das três cidades. Além disso, o termo GoiABra remete às dimensões naturais e culturais do Cerrado, domínio morfoclimático onde está situado o referido arranjo urbano-regional, donde a goiabeira é típica e o fruto bastante consumido por seus habitantes.
GOIABRA é formada pelas Regiões Geográficas Imediatas de Goiânia, de Anápolis, de Águas Lindas de Goiás, de Luziânia e do Distrito Federal, conforme a última atualização regional realizada pelo IBGE.
Composição das Regiões formadoras do Aglomerado Urbano-Regional GOIABRA:
a) Região Geográfica Imediata de Goiânia: Abadia de Goiás, Aparecida de Goiânia, Aragoiânia, Bela Vista de Goiás, Bonfinópolis, Brazabrantes, Caldazinha, Caturaí, Goiânia, Goianira, Guapó, Hidrolândia, Nerópolis, Nova Veneza, Santo Antônio de Goiás, Senador Canedo, Terezópolis de Goiás, Trindade e Varjão. Total de 19 municípios.
b) Região Geográfica Imediata de Anápolis: Abadiânia, Alexânia, Anápolis, Campo Limpo de Goiás, Corumbá de Goiás, Gameleira de Goiás, Goianápolis, Jaraguá, Jesúpolis, Leopoldo de Bulhões, Ouro Verde de Goiás, Petrolina de Goiás, Pirenópolis, Santa Rosa de Goiás, São Francisco de Goiás, São Miguel do Passa-Quatro, Silvânia e Vianópolis. Total de 18 municípios.
c) Região Geográfica Imediata de Águas Lindas de Goiás: Águas Lindas de Goiás, Cabeceiras, Cocalzinho de Goiás, Formosa, Mimoso de Goiás, Padre Bernardo e Planaltina. Total de 7 municípios. 
d) Região Geográfica Imediata de Luziânia: Cidade Ocidental, Cristalina, Luziânia, Novo Gama, Santo Antônio do Descoberto e Valparaíso de Goiás. Total de 6 municípios.
e) Região Geográfica Imediata do Distrito Federal: Brasília. Total de 1 município.
Ao todo, GOIABRA é constituída de 51 municípios. Para fins de estudos, o IBGE classifica Brasília como um município.
Fonte: DUTRA, R. M. S.; ARAÚJO, A. R. de; SOUZA, M. M. O. de. GOIABRA: O arranjo urbano-regional Goiânia-Anápolis-Brasília. Revista Tocantinense de Geografia, [S. l.], v. 12, n. 27, p. 35–53, 2023. DOI: 10.20873/rtg.v12i27.15739. Disponível em: https://sistemas.uft.edu.br/periodicos/index.php/geografia/article/view/15739. Acesso em: 9 maio. 2023.

### Expresso Pequi
O projeto do trem ligando Brasília a Goiânia surgiu em 2003, durante conversas entre o então governador do Distrito Federal, Joaquim Roriz, e o de Goiás, Marconi Perillo. O percurso de  cerca de 190 quilômetros poderia ser feito em apenas uma hora e a primeira estimativa de custo rondava cerca de R$ 7,5 bilhôes.  Entre 2010 e 2017, governadores e comitivas do Distrito Federal e de Goiás viajaram ao exterior em busca de investidores estrangeiros, que condicionaram a participação no projeto ao aporte de recursos público. Em 2016, a Agência Nacional de Transportes Terrestres (ANTT) produziu um estudo de viabilidade do Expresso Pequi que concluiu que o transporte ferroviário de cargas e passageiros entre Brasília e Goiânia seria economicamente atrativo, desde que feito por meio de parceria público-privada (PPP), com investimento dos governos Federal, de Goiás e do Distrito Federal da ordem de R$ 7,85 bilhões, com previsão de retorno financeiro para os empresários 28 anos após o início da operação. Em maio de 2017, o governo federal, anunciou um leilão, apostando no interesse de um grupo chinês e do grupo coreano AREX. O Estudo de Viabilidade Técnica Econômica e Ambiental – EVTEA do Trem de Passageiros Goiânia-Brasília realizado pelo Consórcio formado pelas empresas EGIS, LOGIT, JGP e Machado Meyer apresentado pela ANTT em fevereiro do mesmo atualizava os valores de investimento para R$ 9,5 bilhões, dos quais R$ 7,5 bilhões pela iniciativa privada. Em 2019, o Ministro da Infraestrutura, Tarcísio Freitas, descartou a possibilidade de construção da Expresso Pequi por inviabilidade econômica.